# 코스타리카 내전
코스타리카 내전은 1948년 3월 12일부터 4월 24일까지 코스타리카에서 일어난 대규모 내전이다. 약 2천명의 시민들이 목숨을 잃었으며 코스타리카에서 군대가 폐지되는 계기가 되었다.